# Friedrich Markgraf
Friedrich Markgraf (* 1. Februar 1897 in Berlin-Friedenau; † 8. März 1987 in Zürich) war ein deutscher Botaniker. Sein offizielles botanisches Autorenkürzel lautet „Markgr.“

## Leben und Wirken
Nach dem Abitur absolvierte Markgraf ein Studium der Biologie an der Friedrich-Wilhelms-Universität zu Berlin und schloss dieses Studium 1922 mit der Promotion zum Dr. phil. mit einer Dissertation zum Thema Die Bredower Forst bei Berlin: Eine botanischökologische Studie ab.
Als letzter Doktorand Adolf Englers führte er dessen Botanische Jahrbücher fort. Außerdem beendete er August von Hayeks Prodromus Florae Peninsulae Balcanicae (Band 2, 3). Er war „Regional Adviser“ für Albanien in der Flora Europaea und übernahm die Neubearbeitung des Bandes IV/1 von Hegis Illustrierter Flora von Mitteleuropa.
1939 heiratete er Ingeborg Dannenberg (1911–1996), eine auf den Schwingel (Festuca) spezialisierte, promovierte Botanikerin.
Nach seiner Habilitation übernahm er zunächst eine Professur für Botanik an der Friedrich-Wilhelms-Universität in Berlin und nach dem Zweiten Weltkrieg an der Ludwig-Maximilians-Universität München. Dort war er auch Direktor des Botanischen Gartens München-Nymphenburg (1956–1958). 1958 wurde Markgraf Ordinarius für Botanik an der Universität Zürich und war bis zu seiner Emeritierung Direktor des Botanischen Gartens Zürich und des Instituts für Systematische Botanik.
Während seiner Lehr- und Forschungstätigkeit befasste er sich insbesondere mit Fragen zur botanischen Systematik, zur Morphologie der Pflanzen sowie zur Geobotanik und unternahm dabei auch Forschungsreisen in den Mittelmeerraum. Gerade in Albanien schuf er dadurch wichtige Grundlagen für die folgende Erforschung der lokalen Pflanzenwelt.

## Ehrungen
Nach Markgraf benannt ist die Pflanzengattung Allomarkgrafia Woodson aus der Familie der Hundsgiftgewächse (Apocynaceae).

## Veröffentlichungen
- Die Bredower Forst bei Berlin, Dissertation, Friedrich-Wilhelms-Universität zu Berlin, 1922
- Kleines Praktikum der Vegetationskunde, 1926
- An den Grenzen des Mittelmeergebietes, 1927
- In Albaniens Bergen, 1930
- Pflanzen aus Albanien 1928, 1931
- Prodromus florae peninsulae Balcanicae / Fasc. 2. Dicotyledonae Sympetalae 1928–1931, 1931
- Pflanzengeographie von Albanien, 1932
- Prodromus florae peninsulae Balcanicae / Fasc. 3. Monocotyledonae 1932–1933, 1933
- Vegetationsstudien im Naturschutzgebiet Bellinchen, 1937
- Blumen der Alpen, Mitautor Josef Weisz, 1954
- Blumen der Berge, Mitautor Josef Weisz, 1954
- Formen des Lebens, 1957
- Illustrierte Flora von Mitteleuropa / Band 4. / T. 1, 2. Auflage, 1958–1963
- Der morphologische Bau einer Merendera-Art der türkischen Steppe. In: Mitteilungen aus dem Botanischen Museum der Universität Zürich / 219, 1962
- Führer durch die Freilandanlagen des Botanischen Gartens in München-Nymphenburg, 1966
- Prodromus florae peninsulae Balcanicae / Band 2. Dicotyledoneae Sympetalae, In: Repertorium specierum novarum regni vegetabilis / Beiheft Band 30. Nachdruck 1970
- Prodromus florae peninsulae Balcanicae / Band 3. Monocotyledoneae. In: Repertorium specierum novarum regni vegetabilis / Beiheft Band 30, Nachdruck 1971
- Illustrierte Flora von Mitteleuropa / Band 1. Gymnospermae, Angiospermae / Teil 2, 1981